# スネフリード
『スネフリード』（Snöfrid） 作品29は、ジャン・シベリウスが作曲したメロドラマ、「語り手、混声合唱と管弦楽のための即興曲」。ヴィクトル・リュードベリのテクストを下敷きに1900年に完成された。初演は1900年10月20日、ロベルト・カヤヌスの指揮、ヘルシンキ・フィルハーモニック協会管弦楽団の演奏で行われた。

## 概要
シベリウスはリュードベリの詩文をもとに1900年の秋に本作を作曲した。彼は後年こう述べている。「スネフリードは3日間に及ぶ賑やかな宴会から帰ってたあと席についてそのまま書き上げてしまった。」もとになっている筋書きは古いスカンディナヴィアのバラードに着想を得たものである。主人公の女が同郷人たち、特に二番手の役となる男性に対し、富、名誉、喜びよりも高い目標である自由のために戦おうと呼びかける。シベリウスはリュードベリの複数の作品に触発され、独唱曲や『森の精』などを作曲している。彼はリュードベリが性愛と政治的思想の両方を表現した自由詩を気に入っていた。英雄的要素はおそらく彼自身の「あらゆる人ともの」との闘いに訴えたのだろう。シベリウスは詩文の中からスネフリードが「もし貴方が私を選ぶのなら、貴方は嵐を選ぶことになる」と述べる個所など、劇的な場面を選択している。すすり泣く弦楽器、唸る管楽器、雷鳴のような打楽器を伴った管弦楽による前奏曲は夜の嵐を描写するが、「旋律的、和声的要素が支配している」。
初演は1900年10月20日、ヘルシンキにおいてロベルト・カヤヌスの指揮、ヘルシンキ・フィルハーモニック協会管弦楽団の演奏で行われた。楽団がパリへ演奏旅行へ出るための資金集めのための宝くじイベントでのことだった。『Päivälehti』紙の無記名の評論には次のように書かれている。
しかしながら、その夜中で最も輝かしいかったものはプログラムの最後の作品、シベリウスの最新作、ヴィクトル・リュードベリの『スネフリード』の文言に付されたメロドラマであった。（中略）このシベリウスの一番新しい作品はあらゆる側面、温かく和声的な雰囲気、視覚芸術と合唱の起用の両面で明確な進歩を示している。作品は全体として作り出す温かく心にしみる印象、そして清澄さと霊感に溢れるさまは本作をして疑いなくシベリウスの傑作のひとつたらしめている。おそらく近く再演されることだろう。
後にシベリウスは最後の楽章を異なるテクスト、ヴォルテル・キルピの『Ylistys taiteelle』に基づき作曲している。この版は1902年4月9日に初演された。